# Bruxelles (album)
Pour les articles homonymes, voir Bruxelles (homonymie).
 (mars 2018).
Albums de Boulevard des airs
Les Appareuses trompences
(2013)
Bruxelles est le troisième album du groupe français Boulevard des airs, sorti le 1er juin 2015. Servi par une production moderne, il sera certifié disque de platine. Le groupe fera une tournée de plus de 100 dates à travers le monde après la sortie de cet album. L'occasion pour le groupe de connaître sa première tournée des Zéniths en France.

## Liste des titres
| No  | Titre                                | Durée |
| --- | ------------------------------------ | ----- |
| 1.  | Si je m'endors mon amour (Intro)     |       |
| 2.  | Si je m'endors mon amour             |       |
| 3.  | Emmène-moi                           |       |
| 4.  | Demain de bon matin (feat. ZAZ)      |       |
| 5.  | Tu danses et puis tout va            |       |
| 6.  | J'nous imagine                       |       |
| 7.  | Ce gamin là                          |       |
| 8.  | On se regarde                        |       |
| 9.  | Bruxelles                            |       |
| 10. | Mentira                              |       |
| 11. | Je resterai                          |       |
| 12. | Laisser faire                        |       |
| 13. | Quiero soñar (feat. Pulpul de SKA-P) |       |
| 14. | Lo vamos a intentar                  |       |

## Classements
| Classement                   | Meilleure position |
| ---------------------------- | ------------------ |
| Belgique (Wallonie Ultratop) | 16                 |
| France (SNEP)                | 10                 |

## Certification
| Région                                                                                                 | Certification | Ventes/Streams |
| --- | ------------- | -------------- |
| France (SNEP)                                                                                          | Platine       | 100 000        |
| *Ventes selon la certification ^Mise en rayon selon la certification xNon précisé par la certification |               |                |